# Xylocopa fuliginata
Xylocopa fuliginata är en biart som beskrevs av Pérez 1901. Xylocopa fuliginata ingår i släktet snickarbin, och familjen långtungebin. Inga underarter finns listade i Catalogue of Life.